# Alpha Rheintal Bank
Die Alpha Rheintal Bank AG mit Sitz in Heerbrugg (Au SG) ist eine im St. Galler Rheintal verankerte Schweizer Regionalbank.

## Organisation
Sie ging im Jahr 2000 aus dem Zusammenschluss der 1868 gegründeten Sparkassa Berneck und der 1869 gegründeten Spar- und Leihkasse Balgach hervor.
2003 wurde die Sparkasse Oberriet übernommen und in die Alpha Rheintal Bank integriert. Die Bank verfügt über weitere Geschäftsstellen in Balgach, Basel, Berneck, Oberriet, St. Margrethen und Widnau.
Ihr Tätigkeitsgebiet liegt traditionell im Retail Banking, im Hypothekargeschäft, im Private Banking und im Bankgeschäft mit kleinen und mittleren Unternehmen.

2019 beschäftigte die Alpha Rheintal Bank 99 Mitarbeitende (davon 7 Auszubildende) und hatte per Ende 2018 eine Bilanzsumme von 2,4 Milliarden Schweizer Franken.
Die Alpha Rheintal Bank ist Mitglied der Esprit-Gruppe.